# Подрхтавање
Подрхтавање (енгл. Tremors) амерички је вестерн хорор филм са елементима комедије из 1990. године, редитеља Рона Андервуда, са Кевином Бејконом, Фредом Вордом, Фин Картер, Мајклом Гросом и Рибом Макентајер у главним улогама. Радња је смештена у мали пустињски град Перфекшн, чије становнике тероришу праисторијска подземна чудовишта налик гигантским црвима.
Снимање је трајало 50 дана од почетка 1989, на више локација у Калифорнији. Филм је премијерно приказан 19. јануара 1990, у дистрибуцији продукцијске куће Јуниверсал пикчерс. Упркос томе што није остварио очекивани комерцијални успех, филм је изазвао позитивне реакције критичара и публике. На сајту Ротен томејтоуз оцењен је са 87% и описан као „одлична мешавина хумора и хорора”. Био је номинован за четири Награде Сатурн и то у категоријама најбољег научнофантастичног филма, најбољих специјалних ефеката и два пута за најбољу споредну глумицу (Фин Картер и Риба Макентајер).
Подрхтавање је изродило истоимени филмски серијал од седам филмова (5 наставака и 1 преднаставак), од којих је први следећи објављен 1996, под насловом Подрхтавање 2: Нови удар.

## Радња
Двојица мајтора, Валентајн Маки и Ерл Басет, воде досадан живот у малом пустињском градићу Перфекшн (Невада) и маштају о одласку у већи град, Биксби. Међутим, убрзо се суочавају са серијом мистериозних смрти становника Перфекшна, док истовремено сеизмолог Ронда Лебек добија забрињавајуће резултате подрхтавања на својим инструментима. Уз помоћ сурвивалистичког брачног пара (Берт и Хедер Гамер), група људи покушава да се избори са џиновским праисторијским црвима који се хране људским месом и који су узрок свега.

## Улоге
| Глумац           | Улога           |
| ---------------- | --------------- |
| Кевин Бејкон     | Валентајн Маки  |
| Фред Ворд        | Ерл Басет       |
| Фин Картер       | Ронда Лебек     |
| Мајкл Грос       | Берт Гамер      |
| Риба Макентајер  | Хедер Гамер     |
| Боби Џејкоби     | Мелвин Плуг     |
| Шарлот Стјуарт   | Ненси Стернгуд  |
| Аријана Ричардс  | Минди Стернгуд  |
| Тони Џенаро      | Мигел           |
| Ричард Маркус    | Нестор Канингем |
| Виктор Вонг      | Валтер Ченг     |
| Конрад Бакман    | Џим Волас       |
| Биби Беш         | Меган Волас     |
| Саншајн Паркер   | Едгар Димс      |
| Мајкл Ден Вагнер | стари Фред      |
| Џон Гудвин       | Хауард          |
| Џон Папас        | Кармина         |